# Coatí de l'illa Cozumel
El coatí de l'illa Cozumel (Nasua nelsoni) és un coatí que viu a l'illa mexicana de Cozumel. Pertany a la família dels prociònids, que també inclou els ossos rentadors, olingos i kinkajús.
Tot i que és molt similar al coatí de nas blanc, és més petit i té el pelatge més curt i suau. S'alimenta de fruita i caça insectes i petits vertebrats. Tot i que probablement fou introduït a Cozumel pels maies, la majoria de científics el consideren una espècie vàlida, però alguns científics continuen considerant-lo una subespècie del coatí de nas blanc.